# Get Well Soon

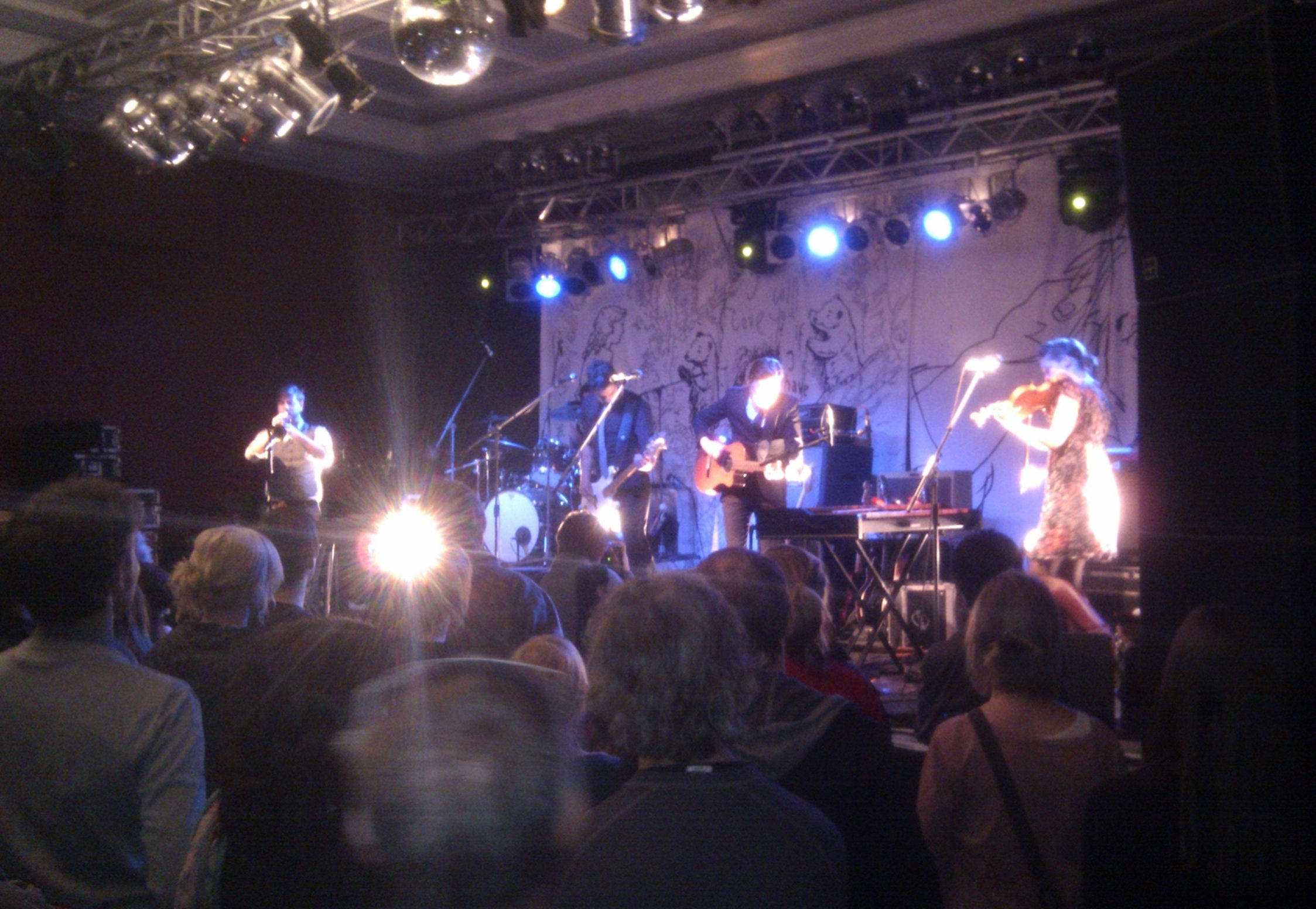
Get Well Soon in 2010

Get Well Soon is een muziekproject en een band van de Duitse zanger, liedjesschrijver en instrumentalist Konstantin Gropper.

## Ontstaan
Gropper werkte 3 jaar aan zijn debuutalbum Rest Now, Weary Head! You Will Get Well Soon dat in Duitsland, Oostenrijk en Zwitserland is uitgebracht door Label City Slang in januari 2008. Er volgden veel positieve recensies in het grootste Duitse muziekblad. De teksten zijn lichtelijk filosofisch en cynisch (bijvoorbeeld Witches! Witches! Rest Now In The Fire en We Are Safe Inside While They Burn Down Our House). Het album is binnengekomen op nummer 28 in de Duitse Album lijst en de tour die volgde met negentien bijna uitverkochte concerten, was de meest succesvolle nieuwkomers tour in Duitsland in 2008. Het album is uitgebracht in het Verenigd Koninkrijk en Ierland door NUDE Records in juni 2008, wat leidde tot goede recensies in de pers.(NME, wordt Magazine, Uncut, Artrocker, Guardian). Het album is uitgebracht in Frankrijk in september 2008 en is binnengekomen in de Franse album lijst op nummer 91. 

## Discografie
Ep's
- A Secret Cave, A Swan (2005)
- My Tiny Christmas Tragedy (2005)
- Glaciers, Kisses, Apples, Nuts (2006)
- All That Keeps Us From Giving In (2007)
- Songs Against The Glaciation (2008)

Albums
- Rest Now, Weary Head! You Will Get Well Soon (2008) (Duitsland: nr. 28; Frankrijk: nr. 92)
- Vexations (2010)
- The Scarlet Beast O'Seven Heads (2012)
- Love (2016)

Singles
- If This Hat Is Missing I Have Gone Hunting (2008)
- Witches, Witches! Rest Now In The Fire (2008)